# Mesostenus opuntiae
Mesostenus opuntiae là một loài tò vò trong họ Ichneumonidae.